# Julia Juániz Martínez
Julia Juániz Martínez (Arellano, 23 de juny de 1956) és una muntadora, directora ~de cinema i videoartista espanyola. Va rebre en 2017 ~el Premi Zinemira ~per la seva trajectòria i contribució al cinema basc. També ha estat nominada dues vegades als Premis Goya i va obtenir el premi del Cercle d'Escriptors Cinematogràfics d'Espanya per El cielo gira en 2005.

## Trajectòria

### Cinema
Va abandonar els seus estudis de medicina en la Universitat de Saragossa per a dedicar-se al cinema. Després d'una etapa com a meritòria en diferents àrees de la producció de pel·lícules, és des de 1990 muntadora i ha treballat en més de 60 pel·lícules amb importants directors com Basilio Martín Patino, Victor Erice, Carlos Saura, Daniel Calpasoro i Alberto Morais, entre d'altres. Ha dirigit i escrit curtmetratges i és professora de muntatge i anàlisi de guions en escoles de cinema.
És membre de l'Acadèmia de les Arts i les Ciències Cinematogràfiques d'Espanya i de l'Acadèmia de Cinema Europeu.

### Art
Juániz ha construït una trajectòria pròpia com a videoartista i fotògrafa. Cel·luloide pintat a mà, fotografies manipulades, collages i especialment les seves videocreacions com El grito de Guernica i El discurso de Chaplin formaren part de la seva exposició Ver con los ojos y el alma sl Centro de Artes de Vanguardia La Neomudéjar de Madrid el 2014. La seva obra completa o peces triades han estat exposades en diferents museus i centres d'art d'Espanya i ha estat seleccionada per a mostres a l'estranger.